# 巴达铁路
巴达铁路是广达铁路的东段，连接中国四川省巴中市与达州市，全长124公里，线路等级为国铁Ⅱ级，单线电气化，运营速度120km/h，预留提速至160km/h条件。

## 简介
线路起自广巴铁路终点巴中站，向东南经巴中市涵水镇、达州市石桥镇、文崇镇、渡市镇，向北接入襄渝铁路覃家坝站，向南接入渡市站。

## 历史
广巴铁路通车前，位于大巴山深处的巴中市一直没有通客运火车，广巴铁路于2009年12月30日全线通车后，巴中虽然有了客运火车，但受限于广巴铁路广乐段线路等级低，未电气化，沿线经常发生地质灾害等原因，列车运行速度极慢，广元到巴中160公里需要运行4个多小时，加之广巴铁路扩能改造迟迟未能动工，因此客运列车客流一直不理想。
2009年2月24日，四川省政府确定巴达铁路为当年开工建设项目。2009年7月30日，原铁道部、四川省人民政府正式批复新建巴中至达州段铁路项目建议书，2009年9月27日正式开工，2015年3月13日路基全部完成，开始机械铺轨，2016年1月10日全线通车。
巴达铁路通车后首先开行重庆至巴中、成都至巴中管内列车以及春运时期至广州的长途临客，后期视客流逐渐加车；广巴铁路亦同时暂停客运。
巴达铁路已与广巴铁路联通形成广达铁路。待广巴铁路扩能改造工程完成后，广达铁路将成为国铁I级干线宝成铁路、兰渝铁路、达成铁路以及襄渝铁路的联络线，具有极其重要的意义。